# Тимофеев, Виктор Герасимович
Виктор Герасимович Тимофеев (3 января 1927, Москва — 9 апреля 1986, Рига) — советский учёный, доктор экономических наук, член-корреспондент Академии наук Латвийской ССР (1982), Заслуженный деятель науки Латвийской ССР (1977), ректор Латвийской сельскохозяйственной академии (1980—1986).
Родился в Москве в семье служащих. Окончил Московский институт инженеров землеустройства по специальности «землеустройство» (1949, с отличием), аспирантуру там же (1952).
После защиты диссертацию на соискание учёной степени кандидата экономических наук был направлен в Латвийскую сельскохозяйственную академию: ассистент (1953—1957), доцент кафедры землеустройства (1957—1962), декан факультета гидромелиорации и землеустройства (1962—1963), проректор по научной работе (1963—1980), ректор академии (1980—1986), профессор кафедры землеустройства.
В 1971 году защитил докторскую диссертацию. В 1977 году избран членом-корреспондентом Академии наук Латвийской ССР по специальности «экономика сельского хозяйства».
Автор более 50 научных работ, в том числе 7 монографий по экономике агропромышленного производства. Заслуженный деятель науки Латвийской ССР (1977).
Депутат Верховного Совета Латвийской ССР 11-го созыва, являлся членом комиссии по агропромышленному комплексу Латвийской ССР.
Умер после тяжёлой болезни 9 апреля 1986 года в Риге, похоронен на 1-м Лесном кладбище.